# Список голів Парламентської асамблеї Ради Європи
Нижче представлено список голів Парламентської асамблеї Ради Європи, яка є одним із двох головних статутних органів Ради Європи.
| Період    | Ім'я                           | Країна          | Партія                                   |
| --------- | ------------------------------ | --------------- | ---------------------------------------- |
| 1949      | Едуар Ерріо                    | Франція         | Радикальна партія                        |
| 1949–51   | Поль-Анрі Спаак                | Бельгія         | Соціалістична партія                     |
| 1952–54   | Франсуа де Ментон              | Франція         | Народно-республіканський рух             |
| 1954–56   | Гі Молле                       | Франція         | Соціалістична партія                     |
| 1956–59   | Фернанд Деус                   | Бельгія         | Соціалістична партія                     |
| 1959      | Джон Едвардс                   | Велика Британія | Лейбористська партія                     |
| 1960–63   | Пер Федершпіль                 | Данія           | Венстре                                  |
| 1963–66   | П'єр Пфлімлен                  | Франція         | Народно-республіканський рух             |
| 1966–69   | сер Джеффрі де Фрейтас         | Велика Британія | Лейбористська партія                     |
| 1969–72   | Олів'є Ревердін                | Швейцарія       | Ліберальна партія                        |
| 1972–75   | Джузеппе Ведовато              | Італія          | Християнсько-демократична партія         |
| 1975–78   | Карл Чернец                    | Австрія         | Соціал-демократична партія               |
| 1978–81   | Ганс де Костер                 | Нідерланди      | Народна партія за свободу і демократію   |
| 1981–82   | Хосе Маріа де Ареільса         | Іспанія         | Союз демократичного центру               |
| 1983–86   | Карл Аренс                     | Німеччина       | Соціал-демократична партія               |
| 1986–89   | Луїс Юнг                       | Франція         | Центр соціальних демократів              |
| 1989–92   | Андреас Бйорк                  | Швеція          | Народна партія — ліберали                |
| 1992      | Джефрі Фінсберг                | Велика Британія | Консервативна партія                     |
| 1992–95   | Мігель Ангел Мартінес Мартінес | Іспанія         | Іспанська соціалістична робітнича партія |
| 1996–99   | Лені Фішер                     | Німеччина       | Християнсько-демократичний союз          |
| 1999–2002 | Рассел Джонстон                | Велика Британія | Ліберальні демократи                     |
| 2002–2004 | Петер Шідер                    | Австрія         | Соціал-демократична партія               |
| 2005–2008 | Рене ван Дер Лінден            | Нідерланди      | Християнсько-демократичний заклик        |
| 2008–2010 | Луїс Маріа де Пуіг             | Іспанія         | Іспанська соціалістична робітнича партія |
| 2010–2012 | Мевлют Чавушоглу               | Туреччина       | Партія справедливості та розвитку        |
| 2012–2014 | Жан-Клод Міньйон               | Франція         | Союз за народний рух                     |
| 2014–2016 | Анн Брассер                    | Люксембург      | Демократична партія                      |
| 2016–2017 | Педро Аграмунт                 | Іспанія         | Народна партія                           |
| 2017—2018 | Стелла Киріакідес              | Кіпр            | Демократичне об'єднання                  |
| 2018      | Мікеле Ніколетті               | Італія          | Демократична партія                      |
| 2018—2020 | Ліліан Морі Паск'є             | Швейцарія       | Соціал-демократична партія Швейцарії     |
| 2020—2022 | Рік Деймс                      | Бельгія         |                                          |
| з 2022    | Тіні Кокс                      | Нідерланди      | Соціалістична партія                     |